# Odio l'estate
Odio l'estate è un film del 2020 diretto da Massimo Venier con protagonisti Aldo, Giovanni e Giacomo.
È la dodicesima pellicola interpretata da Aldo, Giovanni e Giacomo, nonché la sesta in collaborazione con Venier alla regia (che ritorna a dirigere il popolare trio comico dopo 16 anni dall'ultima volta con Tu la conosci Claudia? nel 2004); uscita circa un mese prima dello scoppio in Italia della pandemia di COVID-19, è risultata, con 7,5 milioni di euro, il terzo maggiore incasso del 2020 in Italia.

## Trama
Aldo Baglio, Giovanni Storti e Giacomo Poretti sono tre padri di famiglia residenti a Milano, molto diversi tra di loro: Aldo è apparentemente un fannullone ipocondriaco sempre a casa dal lavoro per malattia, ha tre figli (Salvo, il più grande, che è stato da poco processato dal tribunale dei minori per aver commesso il furto di un motorino, e le due gemelle Ilary e Melissa) ed un Golden retriever di nome Brian ed è sposato con Carmen; Giovanni è sposato con Paola ed ha una figlia adolescente, Alessia, entrambe portate allo sfinimento dal suo carattere esageratamente pignolo, critico e noioso, ed è il proprietario di Storti & figli, un negozio di accessori per calzature ereditato dai familiari ormai sull'orlo del fallimento; Giacomo è un dentista di tutto rispetto, premiato anche Dentist of the Year, totalmente dedito al lavoro, sposato con Barbara e con un figliastro di 12 anni, Ludovico, figlio di Barbara e del suo precedente compagno, che l'ha lasciata dopo aver scoperto di essere incinta.
Le tre famiglie, che non si conoscono, partono per trascorrere le vacanze al mare su un'isola dell'Italia meridionale (probabilmente in Campania, in quanto si imbarcano su un traghetto della società napoletana Caremar), raggiungendo una casa affittata di fronte alla spiaggia. All'arrivo, però, le tre famiglie scoprono che, a causa di un errore da parte dell'agenzia di viaggi, hanno affittato tutte e tre la stessa abitazione. Si rivolgono quindi al maresciallo dei Carabinieri locale, il quale, per evitare l'avvio di una lunga serie di pratiche burocratiche e giuridiche, consiglia loro semplicemente di convivere tutti insieme nell'abitazione, dividendosi gli spazi. In realtà a un certo punto l'agenzia li contatta per proporre una soluzione alternativa, ma a rispondere alla telefonata è Salvo, il quale, invaghitosi di Alessia, rifiuta l'offerta per poter stare con lei.
Nel corso della vacanza vengono alla luce tutti i problemi e scheletri nell'armadio delle famiglie, in particolare dei tre protagonisti: Giacomo, all'insaputa dei familiari, è appena uscito da una causa legale durata ben due anni con il signor Pirola, un paziente a cui ha involontariamente provocato una grave menomazione permanente durante un'operazione al nervo alveolare, ed è alle prese con una moglie perennemente ansiosa, arrabbiata con tutto e tutti e gelosa ed iperprotettiva nei confronti di Ludovico, il quale, a sua volta, si sente poco apprezzato e molto spesso si isola con i videogiochi rifiutando di socializzare, in particolare con il patrigno; Giovanni ha deciso di chiudere il negozio per mancanza di clienti senza parlarne in famiglia ed è infastidito dal fatto che Alessia stia sempre insieme a Salvo, verso il quale nutre dei pregiudizi a causa del suo precedente penale, finendo per litigare con Paola, già delusa dal marito per i suoi comportamenti sia a livello intimo che non, dato che l'uomo, insoddisfatto per il fallimento della propria attività, tenta sempre di comportarsi da saputello e finisce per rimediare solo figuracce; Aldo, invece, che all’apparenza sembra non avere nessun tipo di problema, deve fare i conti con Carmen, la quale sospetta, anche in base a ciò che le risulta consultando i tarocchi (secondo cui lui le sta nascondendo qualcosa), che il fatto che lui sia sempre di buon umore, la ricopra di attenzioni e faccia l'amore con lei tutte le sere significhi che le sta nascondendo una relazione extraconiugale, e cerca di farlo parlare.
La convivenza fa avvicinare i tre uomini, che iniziano a confrontarsi tra di loro, cercando appoggio e sicurezza sui problemi da affrontare: dopo un primo viaggio in macchina alla ricerca di Brian, che si era smarrito inseguendo una cagnolina, i tre ne affrontano un secondo, stavolta per raggiungere Ludovico, che era scappato dopo un litigio con il patrigno (portando i familiari a richiedere per la terza volta l'intervento del maresciallo, che aveva anche fatto da mediatore per risarcire un danno provocato alla guida da Barbara all'auto di un residente dell'isola) ed era andato a Follonica da Else, una sua amica di penna danese, con la quale era in contatto da due anni senza che Giacomo e Barbara ne sapessero nulla. A Follonica, Helmut, il padre di Else, racconta a Giacomo che in realtà Ludovico parla sempre molto bene dei genitori nelle sue lettere e coinvolge il trio nel disputare insieme a lui una partita di calcio in spiaggia contro alcuni clienti del campeggio confinante; in tale occasione Giacomo si riappacifica del tutto con Ludovico (motivo per cui Barbara aveva insistito per non accompagnarlo, non volendo assillare ancora di più il figlio) e gli consente di rimanere con Helmut ed Else per un'altra settimana.
I due viaggi e le tante cene insieme fanno nascere una grande amicizia tra i tre protagonisti. Anche le tre mogli, che all'inizio non andavano molto d'accordo, cominciano ad unirsi e a divertirsi come se fossero delle adolescenti, arrivando addirittura, mentre i mariti sono a Follonica, a fumare una canna e fare un bagno nude in notturna insieme. Anche Salvo e Alessia si avvicinano sempre di più, con lei che lo difende dalle accuse di Giovanni e lui che la esorta ad accettare il comportamento del padre e le rivela che in realtà Aldo non è davvero malato e ipocondriaco, ma ha così tanta paura di fallire che, ogni volta che ha la possibilità di impegnarsi in qualcosa, trova una scusa per tirarsi indietro. I due ragazzi, alla fine, coronano la loro relazione facendo l’amore sulla spiaggia.
Mentre tornano da Follonica, Aldo, Giovanni e Giacomo scoprono che quella sera, a Santa Marinella, si sarebbe tenuto il concerto di Massimo Ranieri, idolo di Aldo. Giacomo, grazie ad un favore passato (era stato l'unico dentista disponibile per risolvere a Ranieri un grave problema dentario poco prima di un concerto), convince il cantante non solo a farli entrare senza biglietto, ma addirittura ad invitare Aldo sul palco per cantare insieme a lui; Aldo quindi soddisfa quello che è il suo più grande sogno da sempre e riesce a sconfiggere la sua paura di esibirsi in pubblico.
Dopo il concerto i tre si rimettono in viaggio, quando improvvisamente Aldo non si sente bene, pertanto viene ricoverato in ospedale e il suo segreto viene alla luce: egli è affetto da una grave malattia ormai in fase terminale e ha tenuto la sua famiglia all'oscuro di ciò, volendo trascorrere i tre mesi di vita che gli restavano nel modo più allegro e spensierato possibile. Alla fine, di nuovo sull'isola, le tre famiglie festeggiano la fine dell'estate tenendosi per mano, più unite che mai, e guardando dalla spiaggia i fuochi d'artificio della festa che celebra la fine della stagione estiva (a cui il maresciallo teneva particolarmente, odiando vedere l'isola affollata di turisti), e la voce fuori campo di Aldo, riprendendo il titolo del film, dice che sì, odia l'estate, ma solo quando finisce.

## Produzione
Le riprese del film si sono svolte dal 17 giugno al 10 agosto 2019 tra la Puglia, la Lombardia e la Toscana, in particolare a Milano, Follonica, Isola del Giglio, Mola di Bari, Lecce, Otranto, Ugento e altri luoghi. La scena del concerto è stata girata a Terlizzi in piazza Cavour, durante un concerto realmente tenuto da Massimo Ranieri nel periodo della Festa Maggiore, il 6 agosto 2019.
Del film italiano è stato tratto anche un remake spagnolo uscito nel 2024.
La partita di calcio in spiaggia è chiaramente un richiamo alla celebre sequenza della partita giocata contro i muratori marocchini dai tre protagonisti in Tre uomini e una gamba e viene riproposto il famoso gol di testa di Aldo che spunta dalla sabbia, qui però realizzato da Ludovico; anche la canzone di sottofondo è la stessa, ovvero Che coss'è l'amor di Vinicio Capossela.

## Colonna sonora
La colonna sonora del film è affidata a Brunori Sas, accompagnato dalla sua band, con la produzione di Picicca e la direzione artistica di Taketo Gohara. Sono presenti inoltre alcuni brani interpretati da Massimo Ranieri.
Alla fine del film la banda che sfila in piazza esegue la marcia militare "Ticinese" di Nino Ippolito.

## Promozione
Il trailer del film viene diffuso il 16 dicembre 2019.

## Distribuzione
Distribuito da Medusa Film, è uscito nelle sale cinematografiche italiane il 30 gennaio 2020.

## Accoglienza

### Incassi
Nel fine settimana di debutto il film viene distribuito in 588 sale e balza subito in cima alle classifiche incassando poco più di 3 milioni di euro. Nel secondo fine settimana, invece, l'incasso arriva intorno al milione e ottocentomila euro, confermando nuovamente la vetta al botteghino italiano. Perde il primato (e addirittura il podio) nel corso del terzo fine settimana di programmazione, sfiorando di poco il milione di euro.
Dopo 6 settimane di programmazione l'incasso totale si aggira intorno ai 7,5 milioni di euro.

## Riconoscimenti
- 2020 - Nastro d'argento
  - Miglior colonna sonora a Brunori Sas
  - Candidatura per la migliore commedia
  - Candidatura come migliore attrice in un film commedia per Lucia Mascino
- 2020 - Ciak d'oro come migliore colonna sonora a Brunori Sas[10]
  - Candidatura a miglior film[11]
- 2021 - Festival del Cinema Italiano di Ajaccio
  - Prix du Public[12]

## Remake
Un remake spagnolo è stato distribuito il 23 agosto 2024 in Spagna.
Un remake francese (Vacances forcées) è stato distribuito l'11 giugno 2025 in Francia.